# Saint-Calais-du-Désert
Saint-Calais-du-Désert és un municipi francès situat al departament de Mayenne i a la regió de País del Loira. L'any 2007 tenia 369 habitants.

## Demografia

### Població
El 2007 la població de fet de Saint-Calais-du-Désert era de 369 persones. Hi havia 154 famílies de les quals 50 eren unipersonals (33 homes vivint sols i 17 dones vivint soles), 58 parelles sense fills i 46 parelles amb fills.
La població ha evolucionat segons el següent gràfic:
Habitants censats

### Habitatges
El 2007 hi havia 261 habitatges, 159 eren l'habitatge principal de la família, 48 eren segones residències i 54 estaven desocupats. 259 eren cases i 2 eren apartaments. Dels 159 habitatges principals, 124 estaven ocupats pels seus propietaris, 30 estaven llogats i ocupats pels llogaters i 5 estaven cedits a títol gratuït; 2 tenien una cambra, 14 en tenien dues, 40 en tenien tres, 49 en tenien quatre i 55 en tenien cinc o més. 126 habitatges disposaven pel capbaix d'una plaça de pàrquing. A 78 habitatges hi havia un automòbil i a 66 n'hi havia dos o més.

### Piràmide de població
La piràmide de població per edats i sexe el 2009 era:
| Homes | Edats   | Dones |
| ----- | ------- | ----- |
| 0     | 95 o +  | 0     |
| 0     | 90 a 94 | 0     |
| 0     | 85 a 89 | 0     |
| 4     | 80 a 84 | 4     |
| 16    | 75 a 79 | 8     |
| 8     | 70 a 74 | 20    |
| 4     | 65 a 69 | 16    |
| 20    | 60 a 64 | 8     |
| 4     | 55 a 59 | 0     |
| 8     | 50 a 54 | 8     |
| 8     | 45 a 49 | 4     |
| 8     | 40 a 44 | 8     |
| 20    | 35 a 39 | 8     |
| 12    | 30 a 34 | 8     |
| 16    | 25 a 29 | 12    |
| 16    | 20 a 24 | 8     |
| 8     | 15 a 19 | 8     |
| 8     | 10 a 14 | 4     |
| 4     | 5 a 9   | 8     |
| 16    | 0 a 4   | 16    |

## Economia
El 2007 la població en edat de treballar era de 210 persones, 168 eren actives i 42 eren inactives. De les 168 persones actives 150 estaven ocupades (81 homes i 69 dones) i 17 estaven aturades (12 homes i 5 dones). De les 42 persones inactives 21 estaven jubilades, 9 estaven estudiant i 12 estaven classificades com a «altres inactius».

### Ingressos
El 2009 a Saint-Calais-du-Désert hi havia 164 unitats fiscals que integraven 386 persones, la mediana anual d'ingressos fiscals per persona era de 16.308,5 €.

### Activitats econòmiques
Dels 5 establiments que hi havia el 2007, 2 eren d'empreses de fabricació d'altres productes industrials i 3 d'empreses de comerç i reparació d'automòbils.
L'any 2000 a Saint-Calais-du-Désert hi havia 37 explotacions agrícoles que ocupaven un total de 1.580 hectàrees.

## Equipaments sanitaris i escolars
El 2009 hi havia una escola elemental integrada dins d'un grup escolar amb les comunes properes formant una escola dispersa.

## Poblacions més properes
El següent diagrama mostra les poblacions més properes.